# Librita heras
Librita heras är en fjärilsart som beskrevs av Frederick DuCane Godman 1900. Librita heras ingår i släktet Librita och familjen tjockhuvuden. Inga underarter finns listade i Catalogue of Life.